# Plesiadapis
Genre
Synonymes
- † Menatotherium Piton 1940
- † Nothodectes Matthew 1915
- † Platychoerops Hooker 1994

Plesiadapis est un genre fossile de mammifères de l'ordre des Plesiadapiformes, précurseur de l'ordre des Primates. Il vivait en Amérique du Nord et en Europe il y a environ 58 à 55 millions d'années, à la charnière du Paléocène et de l'Éocène. Selon Paleobiology Database (2023), le genre compte deux sous-genres, (Ancepsoides) et (Tricuspidens), et 18 espèces répertoriées. L'espèce type est Plesiadapis tricuspidens.

## Historique

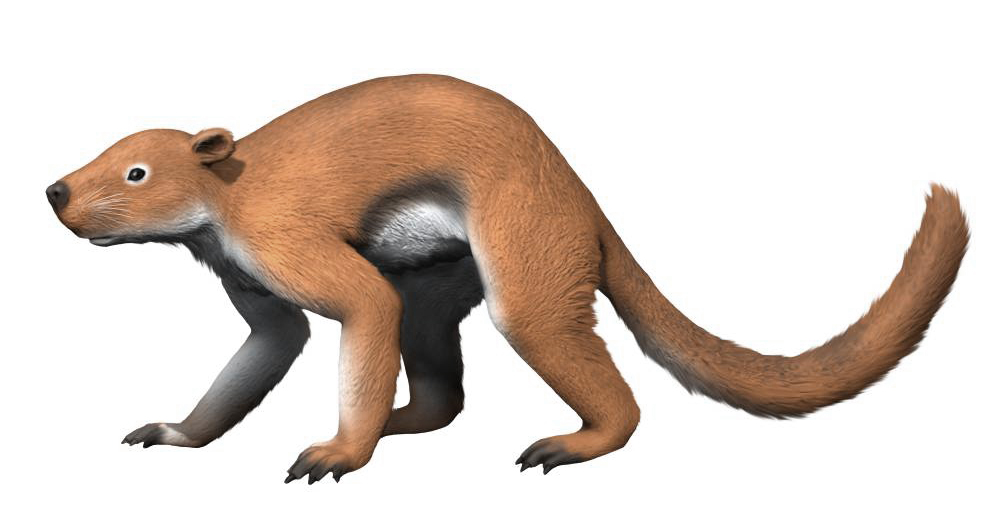
Vue d'artiste de Plesiadapis tricuspidens

Le genre Plesiadapis et l'espèce type Plesiadapis tricuspidens ont été décrits en 1877 par le paléontologue français Paul Gervais, qui a découvert l'espèce dans le calcaire de Rilly près de Reims, en France.
Le nom de genre Plesiadapis, que l'on peut traduire par « proche d'Adapis », évoque une morphologie plus ancestrale que celle d'Adapis, un Adapiformes de l'Éocène décrit par Georges Cuvier en 1821. L'espèce-type, Plesiadapis tricuspidens, a été nommée d'après les cuspides, au nombre de trois, présentes sur ses incisives supérieures. Le spécimen holotype est un fragment de mandibule gauche, daté du début de l'Éocène, catalogué sous la référence MNHN Crl-16.
Deux squelettes remarquables de Plesiadapis, dont l'un presque complet, ont été trouvés dans des dépôts lacustres à Menat, dans le Puy-de-Dôme, en France. Bien que les ossements soient quelque peu abimés, ces spécimens ont livré des restes infimes de peau et de poils, ce qui est très rare chez les mammifères du Paléocène. Des ossements fossiles de Plesiadapis trouvés à Cernay, en France, montrent des détails mieux préservés, dans un gisement où Plesiadapis fait partie des mammifères fossiles les plus abondants.

## Description
Les espèces du genre Plesiadapis mesuraient environ 60 à 80 cm de long et avaient un poids estimé d'environ 2 kg. Cet animal forestier ressemblant de loin à un écureuil chassait les insectes. Par rapport aux mammifères contemporains de taille équivalente, il possédait un cerveau un peu plus gros et des doigts puissants munis de griffes,.

## Histoire évolutive
Le genre Plesiadapis a probablement émergé en Amérique du Nord au Paléocène et s'est ensuite étendu vers l'Europe en passant par le Groenland, qui formait alors un pont terrestre entre les deux continents,. Les Plesiadapiformes sont aujourd'hui considérés comme un ordre paraphylétique d'où aurait émergé au début de l'Éocène l'ordre des Primates.

## Liste des espèces
Selon Paleobiology Database (2023), la liste des espèces se subdivise en deux sous-genres (Plesiadapis (Ancepsoides), Plesiadapis (Tricuspidens)) et contient 18 espèces :
- † Plesiadapis anceps, Simpson 1936
- † Plesiadapis berruensis, Jehle et al. 2018
- † Plesiadapis chevillionii, Nomen dubium
- † Plesiadapis churchilli, Gingerich 1975
- † Plesiadapis cookei, Jepsen, 1930
- † Plesiadapis dubius, Matthew 1915
- † Plesiadapis fodinatus, Jepsen, 1930
- † Plesiadapis gingerichi, Rose 1981
- † Plesiadapis insignis, Piton, 1940
- † Plesiadapis ploegi, De Bast et al. 2018
- † Plesiadapis praecursor, Gingerich 1975
- † Plesiadapis recticuspidens, Lemoine 1878
- † Plesiadapis remensis, Lemoine 1887
- † Plesiadapis rex, Gidley 1923
- † Plesiadapis russelli, Gingerich 1976
- † Plesiadapis simonsi, Gingerich 1975
- † Plesiadapis tricuspidens, Gervais, 1877 et espèce type
- † Plesiadapis walbeckensis, Russell 1964

- † Plesiadapis gidleyi, Matthew, 1917
- † Plesiadapis intermedius, Gazin, 1971
- † Plesiadapis simpsoni, Gazin, 1956